# SMS V 27
V 27 – niemiecki niszczyciel z okresu I wojny światowej. Trzecia jednostka typu V 25. Okręt wyposażony w cztery kotły parowe opalane ropą. Zapas paliwa 225 ton. Jednostka ta brała udział w bitwie jutlandzkiej. W jej trakcie 31 maja 1916 została zatopiona przez brytyjski krążownik.